# Municipio de Clark (condado de Montgomery)
El municipio de Clark (en inglés: Clark Township) es un municipio ubicado en el condado de Montgomery en el estado estadounidense de Indiana. En el año 2010 tenía una población de 1841 habitantes y una densidad poblacional de 19,58 personas por km².

## Geografía
El municipio de Clark se encuentra ubicado en las coordenadas 39°54′47″N 86°44′51″O / 39.91306, -86.74750. Según la Oficina del Censo de los Estados Unidos, el municipio tiene una superficie total de 94.05 km², de la cual 94 km² corresponden a tierra firme y (0,05 %) 0,04 km² es agua.

## Demografía
Según el censo de 2010, había 1841 personas residiendo en el municipio de Clark. La densidad de población era de 19,58 hab./km². De los 1841 habitantes, el municipio de Clark estaba compuesto por el 98,37 % blancos, el 0,05 % eran afroamericanos, el 0,22 % eran asiáticos, el 0,22 % eran de otras razas y el 1,14 % eran de una mezcla de razas. Del total de la población el 0,87 % eran hispanos o latinos de cualquier raza.